# Ferdinand Hucho
Ferdinand Hucho (* 14. August 1939 in Berlin; † 28. Mai 2023) war ein deutscher Biochemiker und Professor an der Freien Universität Berlin. Hucho forschte vor allem zur Neurochemie.

## Leben
Hucho absolvierte 1958 sein Abitur am Humanistischen Gymnasium (Domschule) in Schleswig. Er studierte Chemie an der Universität Freiburg, wo er 1964 sein Diplom bei Kurt Wallenfels ablegte. 1968 wurde er ebenfalls bei Wallenfels in Freiburg mit der Arbeit Die enzymatisch katalysierte Mutarotation der Aldosen promoviert. Von 1969 bis 1970 war er Postdoc im Labor von L. J. Reed in Austin, Texas, dort forschte er über die Pyruvatdehydrogenase und ihre Regulation im Stoffwechsel der Säugetiere. 1971 wurde er wissenschaftlicher Assistent an der Universität Konstanz, wo er sich 1974 habilitierte. 1975 wurde er an der Universität Konstanz zum Universitätsdozenten ernannt, 1978 zum außerplanmäßigen Professor. 1979 wurde Hucho C3-Professor an der Universität Konstanz, im gleichen Jahr wechselte er an die FU Berlin, wo er bis 1989 C3-Professor war. 1989 erhielt er Rufe auf Professuren in Gießen und Köln, seit 1990 forschte er als C4-Professor an der FU Berlin, 2005 ging er in den Ruhestand.
Ab 1997 war er Mitglied der Berlin-Brandenburgischen Akademie der Wissenschaften (BBAW) und ab Juni 2002 Sekretar der Biowissenschaftlich-medizinischen Klasse der BBAW.
Hucho hatte diverse Funktionen in Fachgesellschaften inne und zahlreiche Tagungen mit organisiert, zwischen 1982 und 2002 etwa diverse Tagungen in Berlin und Russland, gemeinsam mit Kollegen der Sowjetischen bzw. der Russischen Akademie der Wissenschaften. Er war von 1997 bis 1999 Dekan des Fachbereiches Chemie der FU, ab 2001 war er Präsident der European Society for Neurochemistry, er war im Editorial Board des European Journal of Biochemistry und Mitautor des Gentechnologieberichts der BBAW.
Ferdinand Hucho ruht auf dem Friedhof Dahlem.